# Turistická značená trasa 1926
 Turistická značená trasa 1926 je 4 km dlouhá modře značená trasa Klubu českých turistů v okresech Kutná Hora a Pardubice spojující Semtěš se Sovoluskou Lhotou. Její převažující směr je severovýchodní.

## Průběh trasy
Turistická trasa má svůj počátek v centru Semtěše na východišti značených tras. Výchozími jsou tu rovněž zeleně značená trasa 3096 do Kolína a žlutě značená trasa 7340 ke kempu v Konopáči. Trasa nejprve stoupá po silnici na severní okraj obce a poté po lesní a dále luční pěšině severovýchodním směrem do osady Vápenka. Za ní překračuje po lesní cestě hřeben Chvaletické pahorkatiny. Po opuštění lesa pokračuje po cestě přes louky, kříží silnici Litošice - Sovolusky a nakonec opět vstupuje do lesa. Stále vede severovýchodním směrem a lesní pěšinou je přivedena do chatové osady na okraji Sovoluské Lhoty, kde končí na rozcestí se žlutě značenou trasou 7242 vedoucí ze Svojšic na Obří postele.

## Turistické zajímavosti na trase
- Kamenná věž gotické tvrze v Semtěši sloužící jako rozhledna
- Pomník padlým v první světové válce v Semtěši
- Rybník Pelíšek v Sovoluské Lhotě